# Ибн ар-Раванди
Абу-ль-Хусейн Ахмед ибн Яхья, известный как Ибн ар-Раванди (араб. ابن الراوندي‎ ; 827?-855 или 864, по др. данным ум. в 906 или 910) — персидский мыслитель и литератор. Выступал с резкой критикой Корана, оспаривая его достоинства как литературного произведения. До нас дошло его утверждение, что «у проповедника Аксама ибн Сайфи можно найти куда более изящную прозу, чем в Коране».

## Биография
Ибн ар-Раванди был евреем по происхождению, обратившимся в ислам. Родом из Раванда (рядом с Исфаханом, совр. Иран) или Мерверруда (совр. Афганистан), он получил образование в Багдаде. Знал древнегреческую и персидскую философию. Сначала примыкал к мутазилитам, затем обнаружил склонность к шиизму и, наконец, приблизился к атеизму.

## Творчество
Он написал несколько трактатов по мутазилитской догматике, затем отошёл от их школы и подпал под влияние «зиндика» Абу Исы аль-Варрака. За свои новые взгляды был причислен к «безбожникам» и «еретикам». Мутазилиты потребовали от властей расправы над ним, и ар-Раванди был вынужден бежать из Багдада в Куфу. Ему приписывают около 45 сочинений, большая часть которых относится ко второму периоду «безбожия». Из них фрагментарно дошли «Позор мутазилитов» (فضيحة المعتزلة‎; ответ на «Достоинство мутазилитов» аль-Джахиза) и апология шиизма, «Книга неопровержимого», «Книга изумрудов» (كتاب الزمرد‎) и «Книга венца» (كتاب التاج‎).